# Luka Menalo
Luka Menalo (22 de julio de 1996) es un futbolista bosnio que juega como extremo en el Dinamo Zagreb de la Primera Liga de Croacia y en la selección nacional de Bosnia y Herzegovina.

## Trayectoria

### Inicios
Menalo nació en Split pero creció en Čapljina. Hizo su debut en la categoría absoluta con el HNK Čapljina contra el Mladost el 2 de marzo de 2014 a la edad de 17 años. El 14 de mayo marcó su primer gol en la categoría absoluta contra el Igman Konjic.
En el verano de 2014 se cambió al Široki Brijeg. En enero de 2015 firmó un contrato profesional con el equipo hasta 2020, anotó el primer triplete de su carrera el 21 de septiembre de 2016 en un partido contra su antiguo club el HNK Čapljina. Menalo fue votado como el mejor jugador joven de la liga en sus últimas dos temporadas jugando para el Široki Brijeg.

### Dinamo Zagreb
En febrero de 2018 el equipo croata Dinamo Zagreb anunció que Menalo se uniría a ellos la temporada siguiente con un contrato de cinco años. Hizo su debut competitivo con el club contra el Rudeš el 27 de julio de 2018.
En enero de 2019 fue cedido a Slaven Belupo hasta el final de la temporada 2018-19.
En julio de 2019 fue cedido por una temporada al Olimpija Ljubljana de la Primera Liga de Eslovenia.
Menalo anotó un hat-trick en la victoria de la Copa de Croacia 2020-21 sobre Ferdinandovac el 26 de septiembre de 2020, que fueron sus primeros goles con el Dinamo Zagreb.
En octubre de 2020 fue cedido por una temporada al HNK Rijeka. Marcó 10 goles en 36 partidos con el club en todas las competiciones.
Tras regresar de la cesión, Menalo anotó un doblete para el Dinamo en un triunfo sobre Hrvatski Dragovoljac en octubre de 2021 que fueron sus primeros goles en liga con el club.

## Selección nacional
Menalo representó a Bosnia y Herzegovina a nivel sub-19 y sub-21. Como nació en Croacia y es de ascendencia croata, podría haber representado a Croacia, pero rechazó las ofertas.
En enero de 2018 recibió su primera convocatoria absoluta, para partidos amistosos ante Estados Unidos y México. Menalo debutó en un empate sin goles ante el primero el 28 de enero. El 7 de septiembre de 2021 anotó su primer gol con la selección nacional en el partido de clasificación para la Copa Mundial de la FIFA 2022 contra Kazajistán poniendo a Bosnia y Herzegovina 2-1 adelante en un eventual empate 2-2.

## Palmarés
Dinamo Zagreb
- Primera Liga de Croacia: 2021-22

Široki Brijeg
- Copa de Bosnia y Herzegovina: 2016-17